# Анджела Соммерс
Анджела Соммерс (англ. Angela Sommers; (21 червня 1983 , Квінз, Нью-Йорк )) — американська порноакторка й еротична модель.

## Біографія
Народилася в штаті Нью-Йорк в червні 1983 року. Спочатку працювала косметологинею й візажисткою. Також була танцюристкою, фотомоделлю (рекламувала нижню білизну) і вебкам-моделлю.
У порноіндустрію потрапила в 2010, у 27 років, знімаючись у фільмах лесбі-тематики для таких порностудій, як Penthouse, Playboy, Twistys, Brazzers, Girlfriends Films, Wicked Pictures, GirlsWay, Naughty America, Bondage Cafe, Kink.com, Hustler, Vivid, Adam & Eve, New Sensations, Elegant Angel, Digital Playground.
В серпні 2011 року була обрана Twisty's treat of the month порталом Twistys і Cyber Girl of the Week журналом Playboy.
В травні 2012 року була обрана Penthouse Pet журналом Penthouse.
Три роки поспіль (2014, 2015 і 2016) була представлена на AVN Awards в номінації «Лесбійська виконавиця року».
Деякі фільми: Flashback, Happy Hour, Girls in White 2012 1, Insatiable, Glamour Solos, Riding Solo 2, Secrets of Laly, Vamps, Super Model Solos 2.
Знялася в понад 110 порнофільмах.

## Премії і номінації
| Рік  | Церемонія             | Результат | Номінація                          | Робота |
| ---- | --------------------- | --------- | ---------------------------------- | ------ |
| 2013 | Sex Awards            | Номінація | Найсексуальніша доросла зірка      | Н/Д    |
| 2014 | AVN Awards            | Номінація | Лесбійська виконавиця року         | Н/Д    |
| 2015 | AVN Awards            | Номінація | Лесбійська виконавиця року         | Н/Д    |
| 2015 | Nightmoves            | Номінація | Найкраща порноакторка-стриптизерка | Н/Д    |
| 2015 | Nightmoves Fan Awards | Номінація | Найкраща порноакторка-стриптизерка | Н/Д    |
| 2016 | AVN Awards            | Номінація | Лесбійська виконавиця року         | Н/Д    |
| 2016 | Nightmoves            | Номінація | Найкраща порноакторка-стриптизерка | Н/Д    |
| 2016 | Nightmoves            | Номінація | Найкраще тіло                      | Н/Д    |
| 2016 | Nightmoves Fan Awards | Номінація | Найкраща порноакторка-стриптизерка | Н/Д    |
| 2016 | Nightmoves Fan Awards | Номінація | Найкраще тіло                      | Н/Д    |
| 2016 | XRCO Award            | Номінація | Краща лесбійська виконавиця =      | Н/Д    |